# دیزی و وایولت هیلتون
دیزی و وایولت هیلتون (انگلیسی: Daisy and Violet Hilton; ۵ فوریهٔ ۱۹۰۸ – ۴ ژانویهٔ ۱۹۶۹) دوقلوی به‌هم‌چسبیده انگلیسی بودند به بازیگری می‌پرداختند.
از فیلم‌ها یا برنامه‌های تلویزیونی که آنها در آن نقش داشته‌است می‌توان به عجیب‌الخلقه‌ها اشاره کرد.